# Janez XI. Carigrajski
Janez XI. Carigrajski, tudi Janez Bekos (grško: Ιωάννης ΙΑ΄ Βέκκος, latinsko: Joannes Beccus,  Janez Bekkos ali Bekkus), krščanski katoliški duhovnik, škof in patriarh, ki je vztrajal v edinosti z Rimom do svoje smrti * okrog 1225, Niceja, Bizantinsko cesarstvo, † marec 1297, Trdnjava svetega Gregorja (Brussa),  Nikomedija, Bizantinsko cesarstvo.

## Življenje
Po vzgoji je bil Janez Bek nasprotnik krščanske edinosti; po temeljitem študiju cerkvenih očetov je prišel do spoznanja, da v prvih krščanskih časih ni obstajala nikakršna razlika med Rimom in Carigradom glede vere, ampak kvečjemu glede načina izražanja. Do nesporazumov je prišlo največ zato, ker pozneje sodobniki niso več znali grškega oziroma latinskega jezika. 
Bizantinski cesar je začel pripravljati bizantinsko poslanstvo k francoskemu kralju Ludviku Pobožnemu v Francijo,  da bi podpisalo zedinjenje -  da bi prenehal dvestoletni vzhodni razkol. Do papeža niso mogli. Klemen IV.  je umrl že 29. novembra 1268, naslednika pa so kardinali izvolili šele 1. septembra 1271. Janez je bil navzoč, ko je Ludvik IX. 25. avgusta 1270 umrl v Tunisu, kamor se je odpravil na križarsko vojno. Janez je bil učen in znan po svoji pobožnosti. Tedaj je bil cesarski arhivar in še ni bil v cerkveni službi. 

## Nasprotnik in zagovornik zedinjenja
Cesar je 1273 sklical škofovski zbor Bizantinskega cesarstva v Carigrad, kjer je razložil, kako meni, da ni nikakršne ovire za zedinjenje z Rimom.
Patriarh Jožef  je bil zoper, a ni črhnil niti besedice. Tudi škofje tega koraka niso odobravali, vendar so molčali. Tedaj se je dvignil Bekos in se odločno uprl: 
»Obstajajo ljudje, ki jih mi imenujemo krivoverce, a oni to niso; obstajajo pa drugi, ki jih mi tudi imenujemo krivoverce, a oni to v resnici so. Tak je papež in vsi Latinci.« S tem se je pokazal kot najhujši nasprotnik zaželene unije zlasti zaradi latinskega »dodatka« Filioque v vero. 

Tedaj je izgubil cesarjevo naklonjenost, ki ga je istega dne poslal v izgnanstvo: dal ga je zapreti v trdnjavo Anemo, kamor je dal zapreti tudi svojega častihlepnega in oblastiželjnega sina Andronika, ki je si je želel pridobiti naklonjenost tujih držav in jim obljubljal dele bizantinskega ozemlja, če ga osvobodijo in mu pomagajo stmoglaviti očeta ter zasesti cesarski prestol. 

Tam se je v samoti poglobil v branje grških cerkvenih očetov. To ga je prepričalo, da je Rim ohranil prvotno vero. Odkril je, da so veliki svetniki in bojevniki za pravovernost na Vzhodu, kot Atanazij in Ciril Jeruzalemski bili za »latinski dodatek« Filioque v Veri. Opazil je, da so sicer večinoma učili, da Sveti Duh izhaja od Očeta po Sinu – kar je le drugačen način izražanja; spoznal je, da torej Sveti Duh po njihovem učenju ne izhaja le od Očeta, kot so molili in učili na Vzhodu pod očitnim vplivom nestorijanstva,  ampak da izhaja tudi »od Sina« oziroma »prek Sina«, kakor so molili v latinskem »dodatku« Filioque. Od tega trenutka pa nadalje je postal in ostal odločen zagovornik krščanskega zedinjenja. 
Ko je cesar za to zvedel, ga je poklical iz izgnanstva in ga s številnim poslanstvom poslal na Drugi lyonski vesoljni cerkveni zbor 1274.
Tukaj je 6. julija 1274 podpisal skupaj z drugimi bizantinskimi poslanci izjavo, ki je pomenila ponovno vzpostavitev krščanske edinosti. grška Cerkev torej priznava:
1. da papež ima prvenstvo in duhovno oblast nad celotnim krščanstvom, ker je to nalogo zaupal Kristus Petru in njegovim naslednikom;
2. da je pravilno, če molimo v veroizpovedi besede »Filioque«, da torej Sveti Duh izhaja »iz Očeta in Sina«; tako so namreč učili veliki vzhodni cerkveni očetje;
3. sleherni škof po celem sveto ima pravico priziva oziroma sklica na rimskega patriarha, tudi če ga mora vzeti v varstvo zoper lastnega patriarha.

Ko so se grški škofje vrnili v Carigrad, jih je začelo napadati ljudstvo, menihi in duhovščina, češ zakaj da so se poklonili papežu. Patriarh in drugi poslanci pa so odgovarjali: »Mi nismo podpisali zedinjenja zaradi papeža, ampak zaradi ljubeznivega in modrega Bonaventura.
Žal so patriarh in škofje kmalu podlegli hudemu pritisku javnega menja ter so preklicali svoj podpis na listino o zedinjenju. Cesar je zahteval od patriarha Jožefa, da mora odstopiti. Imenoval je novega patriarha – svetega in učenega moža – Janeza Bekosa. Škofom in duhovnikom pa to ni bilo zadosti: sklicali so sinodo, na kateri je bil najostrejši nasprotnik zedinjenja Gregor Ciprčan; izobčili so ne le novega patriarha in papeža, ampak tudi cesarja, ki je pobesnel. Čeprav ga je Bekos prosil, naj jim odpusti ter jih pomilosti, je udeležence dal poloviti in pozapreti, nekaterim je dal izkopati oči, druge pa pregnal. 

### Zedinjenjekrščanstva
V 4. križarski vojski (1202 do 1204) so zahodni knezi osvojili Carigrad, postavili latinskega patriarha in mu podredili grško duhovščino. Papež Inocenc III. je najprej odločno nasprotoval osvojitvi Carigrada; po osvojitvi je bil pa zelo navdušen nad zmago zahodnih knezov in je kralju Baldvinu pisal: 
»Regnum Graecorum a superbis ad humiles, ab inobedientibus ad devotos, a schismaticis ad catholicos iusto Dei iudicio est translatum.«  Papežev legat v Carigradu je bil nasproti grškim obredom zelo toleranten. Inocenc III. ni zahteval spremembe obreda; 4. lateranski vesoljni cerkveni zbor (1215) je potrdil grški obred. S tem je bila dana podlaga za zedinjenje na enakopravni podlagi. Zahodni knezi pa za grško omiko in bizantinski obred niso imeli nobenega smisla. S svojimi krutostmi in z nasilnim latiniziranjem so v Grkih vzgojili fanatično sovraštvo proti vsemu zahodnemu in latinskemu. Grški narod je bil utrjen v razkolu.
Tedaj je mnogo Grkov pobegnilo iz Carigrada. Tako se je rodil v begunstvu, v maloazijskem mestu Niceja od plemenitih staršev tudi Janez Bekos okrog leta 1225. Grški cesarji so bili pa še vedno pripravljeni za unijo in za zvezo z zahodom, ker so vedeli, da je to edina rešitev za Grke. Mihael VIII. Paleolog (1259—1282) je 1261. osvojil Carigrad in izpodrinil Latince, a kot previden diplomat je iskal zveze z Rimom, da bi se zavaroval nasproti novim zahodnim napadom in dobil podporo proti drugim sovražnikom Bizanca. 
Papež Gregor X. je bil posebno vnet za zedinjenje in je povabil Grke na lionski cerkveni zbor 1273; Grki so sprejeli papeževe pogoje in se zedinili z rimsko Cerkvijo 1274.
Steber lionske unije je bil učeni in značajni patriarh Janez Bekos; sam je bil odkritosrčno vnet za unijo in je mnogo Grkov pridobil za njo. Zedinjenje pa ni imelo široke podpore preprostega ljudstva in duhovščine. Na zahodu je krotil svoje narode papež, na vzhodu pa cesar. Zahodni knezi se nikakor niso dali odvrniti od svojih načrtov. Karel Anžujski  je hotel osvojiti Carigrad; papeža Nikolaj III. in Martin IV. sta bila njegova zaveznika in Grkom manj naklonjena. Ob koncu 1282. in v začetku 1283. je bila unija uničena, patriarh Janez XI. odstavljen in zaprt v ječo. Janez Bekos Carigrajski je z razlogom objokoval svojo domovino, ker je videl, da se ne da več rešiti izpod turškega jarma; bilo je prepozno, vera je opešala, razsodnost je skoraj izginila. Mnogi Grki so že trdili, da je razkol opravičen, ker je že tako star. 

### Zapor
11. decembra 1282 je umrl cesar Mihael Paleolog (1259-1282), ki je bil naklonjen cerkvenemu zedinjenju. Nasledil ga je sin Andronik Paleolog (1282-1328), ki je bil hud nasprotnik papeštva. Patriarha Janeza Bekosa je takoj odstavil in ga poslal v pregnanstvo. Na njegovo mesto je postavil nasprotnika zedinjenja Gregorja II. Ciprčana (1282-1289) 

Za edinost kristjanov je bil patriarh Janez pripravljen pretrpeti tudi mučeništvo. Zato je potrpežljivo prenašal vsa nasprotovanja in tudi zapor z utemeljitvijo, »da sprejetje krščanske unije ne bo vodilo k uničenju naših (pravoslavnih) izročil, ampak k miru v Kristusu, kajti krščanske Cerkve se ujemajo v svojem razumevanju verskega nauka.«

### Dela
Janez Bekos je veliko pisal v obrambo katoliške vere in zlasti člena vere, ki se nanaša na Filioque, prvenstvo rimskega papeža in na krščansko enotnost. Vsa njegova dela je izdal Migne pod naslovom  Patrologia Graeca, zv. 141, stolpec 15 do 1030.

## Smrt in češčenje
Janez je umrl v Trdnjavi sv. Gregorja (Brussa) pred vhodom v nikomedijsko pristanišče konec marca 1297. Veliko je trpel od svojih pravoslavnih sonarodnjakov, ki so se kaj kmalu izneverili podpisu o pristopu k uniji v Lyonu 1274. Zopet se je uresničil rek, da njihov podpis in obljuba veljata toliko kot nič: "Graeca fides - nulla fides" 
Vse življenje – tudi v ječi – je prepričeval s spisi in besedami svoje rojake, da rimska Cerkev priznava isto vero, kot so jo izpovedovali tudi veliki vzhodni cerkveni očetje. Ker je vztrajal do konca življenja v prepričanju, da je krščanska edinost prava stvar, ga imajo mnogi za pričevalca, mučenca in svetnika. 